# Tháng 3 năm 2012
Tháng 3 năm 2012 bắt đầu vào thứ Năm và kết thúc sau 31 ngày vào thứ Bảy.

## Chủ đề:Thời sự
| << Tháng 3 năm 2012 >> |    |    |    |    |    |    |
| CN                     | T2 | T3 | T4 | T5 | T6 | T7 |
|                        |    |    |    | 1  | 2  | 3  |
| 4                      | 5  | 6  | 7  | 8  | 9  | 10 |
| 11                     | 12 | 13 | 14 | 15 | 16 | 17 |
| 18                     | 19 | 20 | 21 | 22 | 23 | 24 |
| 25                     | 26 | 27 | 28 | 29 | 30 | 31 |
|                        |    |    |    |    |    |    |

| Giới thiệu trang này |

| Sự kiện đang tiếp diễn                                                     |
| -------------------------------------------------------------------------- |
| - Đại Suy thoái - Khủng hoảng nợ công châu Âu - Khủng hoảng kinh tế Hy Lạp |

| Mới mất |
| --- |
| Tháng 3 - 31: Judith Adams - 30: Leonid Shebarshin - 29: Albert Hadley - 29: Montjeu - 29: Michael Peterson - 28: Harry Crews - 28: Earl Scruggs - 27: Hilton Kramer - 27: Adrienne Rich - 25: Priscilla Buckley - 25: Tony Newton - 25: Larry Stevenson - 25: Bert Sugar - 25: Antonio Tabucchi - 24: Paul Callaghan - 24: Vince Lovegrove - 24: Jocky Wilson - 23: Abdullahi Yusuf Ahmed - 22: Mohammed Merah - 21: Ron Erhardt - 21: Tonino Guerra - 20: Mel Parnell - 20: Jim Stynes - 18: George Tupou V - 18: Furman Bisher - 17: John Demjanjuk - 17: Margaret Whitlam - 17: Chaleo Yoovidhya - 16: Estanislao Basora - 16: Mervyn Davies - 14: Pierre Schoendoerffer - 14: Ċensu Tabone - 13: Jock Hobbs - 12: Michael Hossack - 12: Friedhelm Konietzka - 11: John Souza - 11: Ian Turpie - 10: Frank Sherwood Rowland - 10: Jean Giraud - 9: Peter Bergman - 8: Minoru Mori - 8: Simin Daneshvar - 7: Wlodzimierz Smolarek - 6: Marcos Alonso Imaz - 6: Donald M. Payne - 5: Francisco Xavier do Amaral - 5: Philip Madoc - 5: Robert B. Sherman - 5: William Heirens - 4: Paul McBride - 4: Don Mincher - 4: Runako Morton - 4: John C. Reiss - 3: Ralph McQuarrie - 3: Ronnie Montrose - 3: Alex Webster - 2: Van T. Barfoot - 2: James Q. Wilson - 1: Blagoje Adžić - 1: Andrew Breitbart - 1: Lucio Dalla |

| Xung đột tiếp diễn |
| --- |
| - Chiến tranh chống khủng bố - Hải tặc Somalia - Xung đột Ả Rập-Israel - Yemen trấn áp al-Qaeda - Chiến tranh Afghanistan - Bạo loạn ở miền Nam Thái Lan - Tranh chấp chủ quyền Biển Đông - Xung đột biên giới Campuchia–Thái Lan - Chiến tranh ma túy Mexico - Xung đột nội bộ tại Peru |

| sửa thanh bên |
|               |